# La Chapelle-Bâton, Deux-Sèvres
La Chapelle-Bâton är en kommun i departementet Deux-Sèvres i regionen Nouvelle-Aquitaine i västra Frankrike. Kommunen ligger i kantonen Champdeniers-Saint-Denis som tillhör arrondissementet Niort. År 2022 hade La Chapelle-Bâton 415 invånare.

## Befolkningsutveckling
Antalet invånare i kommunen La Chapelle-Bâton
| Referens: INSEE |